# منطقه حفاظت‌شده سنگ مس
منطقهٔ حفاظت‌شدهٔ سنگ مس یک منطقهٔ حفاظت‌شده با مساحت ۱۲۹۹۲ هکتار است که در استان کرمان در ایران قرار دارد. این منطقهٔ حفاظت‌شده طبق مصوبهٔ شمارهٔ ۷۴۷ در تاریخ ۹۷/۰۵/۰۶ در فهرست مناطق تحت حفاظت سازمان محیط زیست ایران قرار گرفت.